# Koksilah River Provincial Park
Il Koksilah River Provincial Park è un parco provinciale in Columbia Britannica (Canada).

## Posizione
Il Koksilah River Park è situato a 4 km ad Ovest di Shawnigan Lake nella parte meridionale dell'Isola di Vancouver.

## Attività
Il parco offre la possibilità di escursioni, pesca, nuoto, picnic, viste panoramiche e mountain bike. Il parco è ufficialmente aperto solo per le attività diurne, anche se molte persone vi si accampano nei mesi estivi. È un luogo popolare anche per le motociclette.

## Burnt Bridge

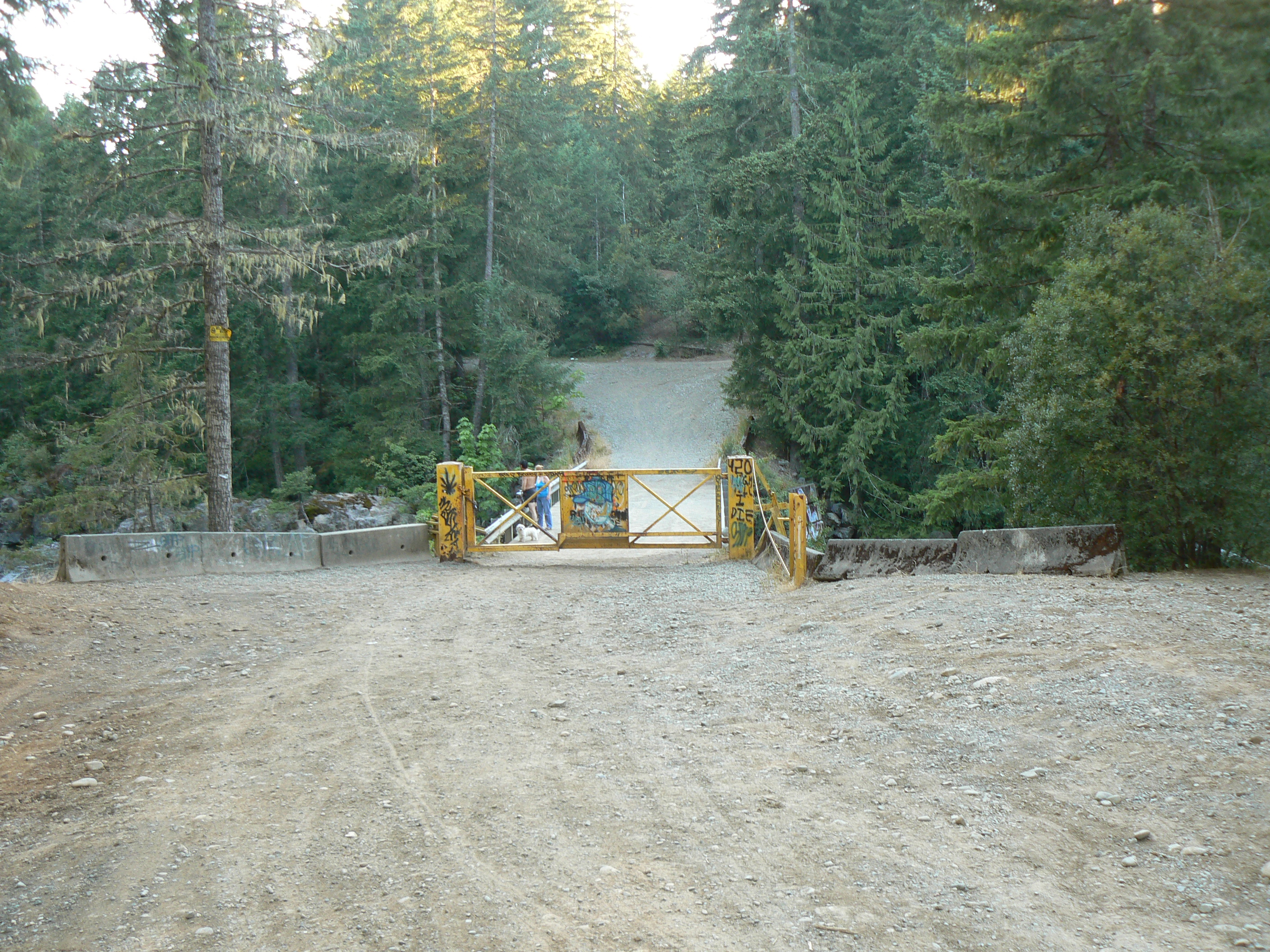
Burnt Bridge

Un ponte di metallo con cancello corre sul Koksilah River. È chiamato Burnt Bridge, letteralmente Ponte Bruciato in inglese, perché l'originale (costruito nel 1865) fu distrutto in un incendio della foresta. Burnt Bridge è stato ricostruito due volte. Inoltre, attraversando il Koksilah River si trova il Kinsol Trestle, appena a Est del parco.

## Comunità vicine
- Shawnigan Lake
- Cobble Hill
- Mill Bay
- Duncan
- Cowichan Bay